# HMS Charles (1632)
HMS Charles byla 44dělová řadová loď druhé třídy anglického Královského námořnictva. Byla postavena Petrem Pettem I. v loděnici ve Woolwichi a spuštěna na vodu v roce 1632. Vyřazena ze stavu Královského námořnictva a následně rozebrána byla roku 1650.